# 菲律賓宗教
菲律賓宗教(2021)

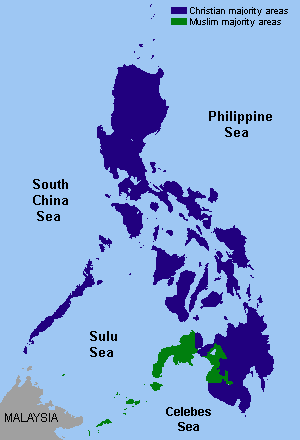
菲律賓的主要宗教 基督宗教（藍色） 和 伊斯蘭教（綠色）

菲律賓主要的宗教信仰為基督教。菲律賓至少有92％的人口是基督徒；約81％屬於天主教，約11％屬於新教、復原主義和獨立天主教教派，如菲律賓獨立教會、基督堂教會、基督復臨安息日會、菲律賓聯合教會和福音主義。菲律賓為世俗國家，憲法保障宗教與國家的分離，並要求政府平等地尊重所有的宗教信仰。
根據菲律賓全國宗教調查顯示，菲律賓約有5.6％的人口是穆斯林，使伊斯蘭教成為該國第二大宗教。然而，菲律賓全國穆斯林委員會（NCMF）在2012年的估計表明，菲律賓有1070萬穆斯林，約佔總人口的11％。大多數菲律賓穆斯林居住在民答那峨島、巴拉望島和蘇祿群島的部分地區，這個地區被稱為邦薩摩洛。大多數菲律賓穆斯林屬於遜尼派的沙斐儀派，也有一些有阿赫邁底亞穆斯林。
菲律賓民間信仰仍然由大約2％的人口信奉，信徒由許多土著和部族組成。菲律賓民間宗教常常與基督宗教和伊斯蘭教融合在一起。佛教由在菲律賓的日本人和華人所信仰，華人除了佛教信仰，還信奉道教和中國民間信仰。錫克教、印度教、猶太教和巴哈伊教的信仰人數較少。 超過10％的菲律賓人口是無宗教，無宗教人士的百分比與各種信仰重疊，因為絕大多數無宗教人士在名單上選擇了宗教信仰。

## 人口統計
菲律賓統計局在2015年10月報導，菲律賓總人口中有80.58％是天主教基督徒、10.8％是新教基督徒、5.57％是穆斯林。
| 宗教                                                                                     | 數量   | 數量   | 數量       |
| ---------------------------------------------------------------------------------------- | ------ | ------ | ---------- |
| 天主教                                                                                   | 80.58  | 80.58  | 74,211,896 |
| 伊斯蘭教                                                                                 | 5.57   | 5.57   | 5,127,084  |
| 福音主義                                                                                 | 2.68   | 2.68   | 2,469,957  |
| 基督堂教會                                                                               | 2.45   | 2.45   | 2,251,941  |
| 新教 （非天主教）                                                                        | 1.16   | 1.16   | 1,071,686  |
| 菲律賓獨立教會                                                                           | 1.00   | 1      | 916,639    |
| 基督復臨安息日會                                                                         | 0.74   | 0.74   | 681,216    |
| 浸信會                                                                                   | 0.52   | 0.52   | 480,409    |
| 菲律賓聯合教會                                                                           | 0.49   | 0.49   | 449,028    |
| 耶和華見證人                                                                             | 0.45   | 0.45   | 410,957    |
| 其他基督新教                                                                             | 0.31   | 0.31   | 287,734    |
| 基督的教會                                                                               | 0.28   | 0.28   | 258,176    |
| 耶穌是主教會（Jesus Is Lord Church Worldwide）                                           | 0.23   | 0.23   | 207,246    |
| 部落原始信仰                                                                             | 0.19   | 0.19   | 177,147    |
| 五旬節運動                                                                               | 0.18   | 0.18   | 169,956    |
| 其他浸信會                                                                               | 0.17   | 0.17   | 154,686    |
| 菲律賓獨立天主教會                                                                       | 0.15   | 0.15   | 138,364    |
| 菲律賓基督教招魂師聯盟公司                                                               | 0.15   | 0.15   | 137,885    |
| 耶穌基督後期聖徒教會                                                                     | 0.15   | 0.15   | 133,814    |
| 菲律賓基礎浸信教會協會（Association of Fundamental Baptist Churches in the Philippines） | 0.12   | 0.12   | 106,509    |
| 福音派基督徒推廣基金會（Evangelical Christian Outreach Foundation）                      | 0.10   | 0.1    | 96,102     |
| 無宗教                                                                                   | 0.08   | 0.08   | 73,248     |
| 菲律賓公約浸信會                                                                         | 0.07   | 0.07   | 65,008     |
| 基督十字軍神聖教會                                                                       | 0.06   | 0.06   | 53,146     |
| 佛教                                                                                     | 0.05   | 0.05   | 46,558     |
| 信義會                                                                                   | 0.05   | 0.05   | 46,558     |
| Iglesia sa Dios Espiritu Santo Inc.                                                      | 0.05   | 0.05   | 45,000     |
| 菲律賓慈善傳教士協會                                                                     | 0.05   | 0.05   | 42,796     |
| 信仰會堂（Living Rock Ministries）                                                       | 0.04   | 0.04   | 36,230     |
| 其他                                                                                     | 0.33   | 0.33   | 299,399    |
| 總人數                                                                                   | 總人數 | 總人數 | 92,097,978 |
| 資料來源: 菲律賓統計局                                                                   |        |        |            |

## 基督教

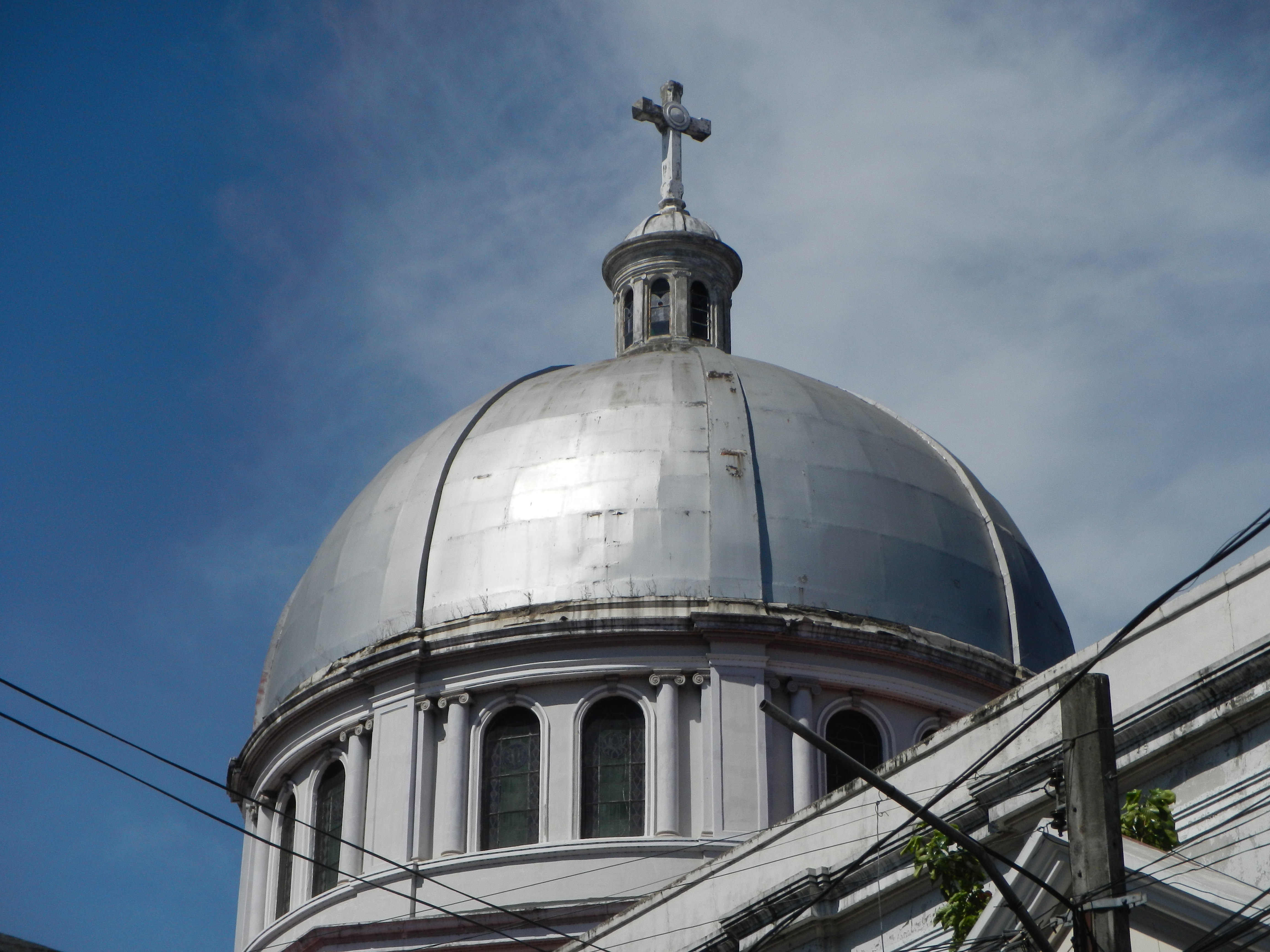
邦板牙省的聖費南多大教堂（San Fernando Metropolitan Cathedral）

公元1521年，基督宗教傳入菲律賓，麥哲倫（Ferdinand Magellan）登陸菲律賓。在西班牙和美國在殖民時期間的宣教活動，使菲律賓成為亞洲唯二天主教基督徒佔多數的國家（另一個是東帝汶）。菲國大約有92.5％的人口是基督徒。

### 天主教

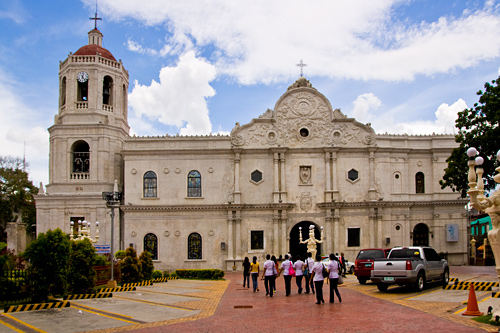
宿務主教座堂

天主教是菲律賓主要和最大的基督教教派，約有87％的菲律賓基督徒屬於這個宗派。天主教會對菲律賓的社會和政治影響很大。幾個天主教會的節日在菲律賓具有文化上的重要性，並在成為菲律賓的國定假日；其中最主要的節慶是聖誕節，當中包括了新年的慶祝活動、復活節前的聖週和十一月的諸聖節及諸靈節。

### 菲律賓獨立教會
菲律賓獨立教會（西班牙語：Iglesia Filipina Independiente）是在菲律賓國家教會形式的獨立基督宗教教派，與聖公宗完全共融。在1902年從菲律賓天主教會分裂出來。
截至2010年，菲律賓獨立教會人數約有100萬，其中大部分來自呂宋島北部地區，尤其是在伊羅戈。菲律賓獨立教會世繼羅馬天主教會之後，第二大的單一基督宗教教派（佔80.2％），約佔菲律賓總人口的2.6％。

### 新教
新教在二十世紀初由美國人接管菲律賓的時候傳入了菲律賓。目前，新教基督徒佔人口總數的10％-15％，自1910年以來年增長率為10％。是菲律賓繼天主教之後最大的基督教教派。

### 東正教
東正教在菲律賓已經有200多年的歷史了。菲律賓正教會屬於正教會普世宗主教聖統香港及東南亞都主教教區，1999年，菲律賓大約有560名東正教基督徒。

## 伊斯蘭教

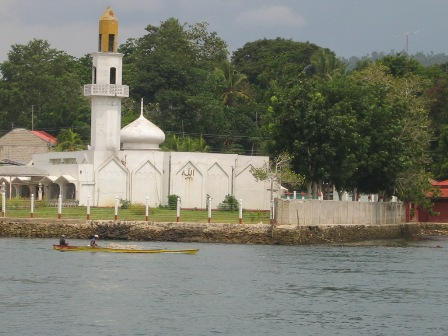
巴西蘭省伊莎貝拉市的清真寺

伊斯蘭教於公元14世紀傳入菲律賓，主要由西亞（波斯灣國家）、南印度及馬來群島的穆斯林貿易商人傳入。伊斯蘭教曾經是菲律賓的主要宗教，在西班牙殖民期間，由於西班牙傳教士引入了羅馬天主教，伊斯蘭教迅速淪為菲律賓的次要一神論信仰。絕大多數的菲律賓穆斯林屬於遜尼派中的沙斐儀派，也有小部分的什葉派和阿赫邁底亞穆斯林。根據菲律賓全國宗教調查顯示2015年菲律賓約有5.6％的人口是穆斯林；然而，菲律賓全國穆斯林委員會（NCMF）在2012年的估計表明，菲律賓有1070萬穆斯林，約佔總人口的11％。

## 猶太教
截至2005年，菲律賓猶太人最多達18500人。2011年，馬尼拉大都會擁有菲律賓最大的猶太社區。2008年，大約有100個猶太家庭。菲律賓唯一的猶太會堂位於馬卡蒂。

## 佛教
菲律賓佛教徒人口的估計約為2％， 菲國佛教主要信徒為華人、日本人、泰國人、越南人、緬甸人、斯里蘭卡人及西藏人社群，儘管菲律賓本地的信徒正在崛起。在馬尼拉，達沃和宿霧等地有佛教寺廟。菲律賓的佛教宗派有大乘、金剛乘、上座部及創價學會。

## 印度教
菲律賓印度教信仰主要為菲律賓印度裔社群所信仰，最早是在朱羅王朝時代由蘇門答臘傳入。

## 無宗教
Dentsu研究中心（Dentsu Communication Institute Inc.）2006年表示，菲律賓約有11％的人口是無宗教。